# Ibn Sahl de Séville
Ibn Sahl de Séville (en arabe : أبو إسحاق إبرهيم بن سهل الإسرائيلي الإشبيلي Abu Ishaq Ibrahim Ibn Sahl al-Isra'ili al-Ishbili) (1212-1251) est considéré comme l'un des plus grands poètes de l'Andalousie mauresque du XIIIe siècle. Il est un juif converti à l'islam.

## Biographie
Né dans une famille juive à Séville, jeune, il attire l’attention quand il propose d’ajouter une strophe au poème d’un poète reconnu et prestigieux. Malgré son héritage hébreu, Ibn Sahl est un musulman dévot. Son « diwan » est un témoignage de son sentiment religieux. Bien que critiqué parce qu’il boit du vin, la sincérité de sa conversión n’a jamais été remise en question. Il obtient une grande notoriété auprès de ses contemporains, surtout par sa capacité d’improvisation et des poèmes apparus dans Les Mille et Une Nuits.
Lors de la prise de Séville par Ferdinand III de Castille en 1248, Ibn Sahl va à Ceuta, où il devient secrétaire du gouverneur almoravide Abu Ali Ibn Khallas. Quand il est envoyé à son fils à al-Mustanir I, le calife hafside d’Ifriqiya, il décide d’y amener Ibn Sahl. La galère dans laquelle ils voyagent coule dans les eaux et tous les passagers meurent. Le gouverneur se serait exclamé en parlant de Sahl: « la perle est retournée à la mer ».
Mohamed el saghir el Ifrini (1670-1747) écrit sa biographie.

## Thèmes et extraits
L’anthologie d’Ibn Sahl comprend plusieurs exemples de poésie andalouse raffinée, presque exclusivement à thématique amoureuse et muwashsahat. Comme Ibn Quzman ou al-Rusafi, ses œuvres font partie de la poésie homoérotique hispano-arabe. Il est surtout renommé par ses poèmes de forme muwashshah essentiellement homoérotiques, dédiés à deux jeunes amants, un garçon juif nommé Mûsâ ibn ʿAbd al-Ṣamad et à un autre garçon appelé Mohammed, qui paraissent avoir existé réellement . Ces poèmes sont souvent interprétés comme le tiraillement entre le judaïsme et l’islam que vit Sahl tel un jeu amoureux, où il abandonne Musa (Moïse) à la faveur du garçon Mohammed (Mahomet). Dans une langue recherchée et sensuelle, il parle assez concrètement de son amant, évitant les images évanescentes. Voici un exemple de ses poèmes :
Ô pleine lune qui arrive le jour du départ,
claire, se dirigeant sur le chemin du péril:
Mon cœur aimant ne porte aucun péché; plutôt
de toi vient la beauté; en un coup d’œil.
Je me réjouis bien que blessé par la passion;
réciprocité avec mon chéri est seulement imaginaire.
Chaque fois que je me plains de cette passion pour lui, il sourit
telles les collines au ciel pluvieux,
Quand il leur apporte la pluie, comme une funéraille,
alors qu’elles, dans leur joie, célèbrent le mariage.
Le faune protégé sait-il qu’il a enflammé
le cœur d’un amant qu’il habitait,
ainsi il brûle et palpite tout comme
le brandon allumé par le vent de l’est?

## Œuvres
- (es) Ibn Sahl de Sevilla; Poemas  Édité par Teresa Garulo Muñoz. Éditions Hiperión  (ISBN 978-84-7517-102-9) et  (ISBN 84-7517-102-8).